# Manchester United Football Club 1991-1992
Questa voce raccoglie le informazioni riguardanti il Manchester United Club nelle competizioni ufficiali della stagione 1991-1992.

## Stagione

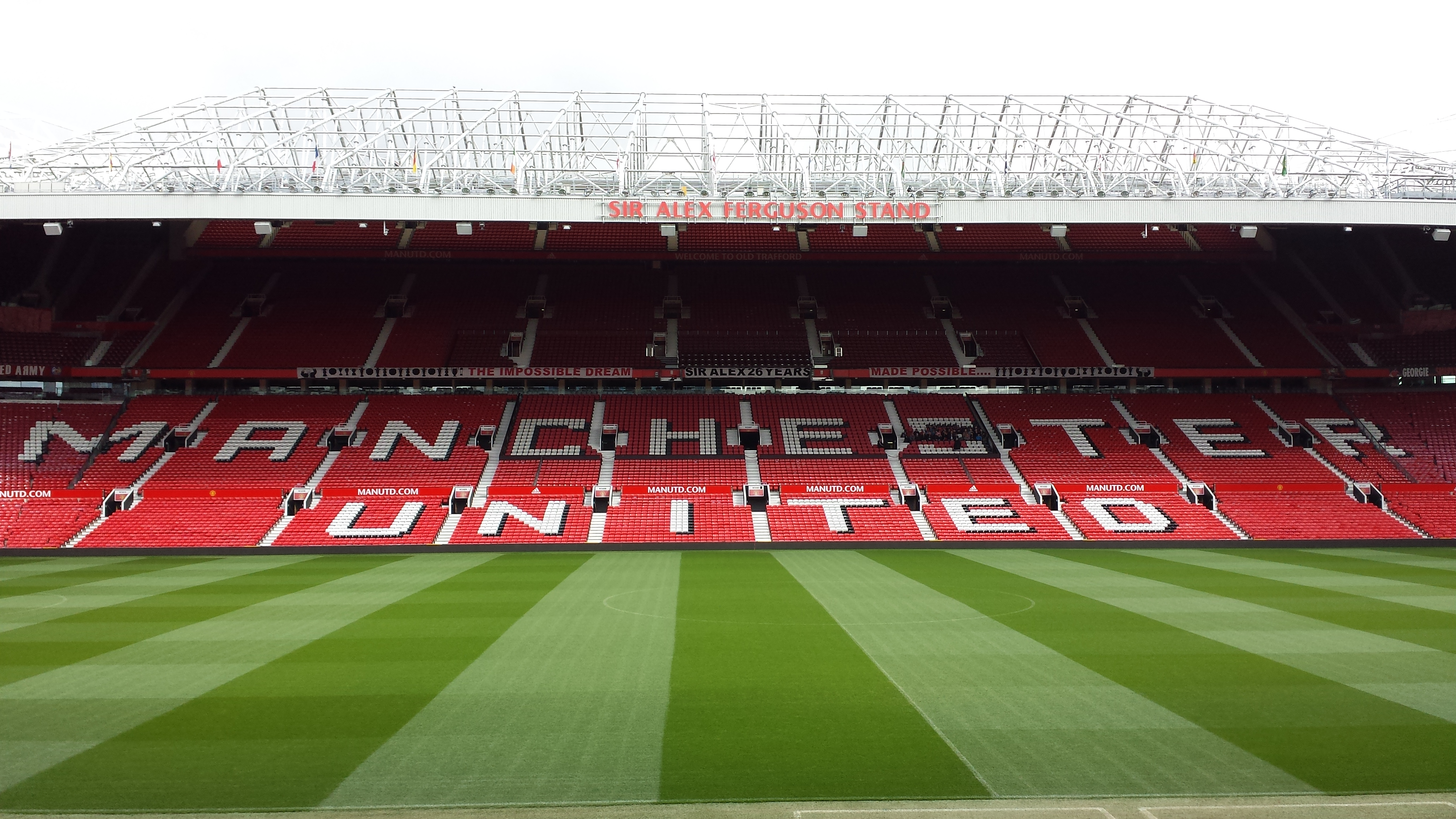
Old Trafford

I Red Devils nella stagione 1991-1992 vinsero 2 trofei la Supercoppa UEFA, contro la Stella Rossa e League Cup, battendo in finale il Nottingham Forest.
Nella massima divisione inglese arrivarono secondi dietro al Leeds Utd e solamente al secondo turno di Coppa delle Coppe ed il quarto turno in FA Cup.

## Rosa
| N. |                             | Ruolo | Calciatore        |
| -- | --------------------------- | ----- | ----------------- |
|    | Danimarca (bandiera)        | P     | Peter Schmeichel  |
|    | Inghilterra (bandiera)      | P     | Gary Walsh        |
|    | Galles (bandiera)           | D     | Clayton Blackmore |
|    | Inghilterra (bandiera)      | D     | Steve Bruce       |
|    | Irlanda del Nord (bandiera) | D     | Mal Donaghy       |
|    | Irlanda (bandiera)          | D     | Denis Irwin       |
|    | Inghilterra (bandiera)      | D     | Lee Martin        |
|    | Inghilterra (bandiera)      | D     | Gary Pallister    |
|    | Inghilterra (bandiera)      | D     | Paul Parker       |
|    | Scozia (bandiera)           | C     | Darren Ferguson   |
|    | Galles (bandiera)           | C     | Ryan Giggs        |
|    | Inghilterra (bandiera)      | C     | Paul Ince         |

| N. |                        | Ruolo | Calciatore         |
| -- | ---------------------- | ----- | ------------------ |
|    | Russia (bandiera)      | C     | Andrej Kančel'skis |
|    | Inghilterra (bandiera) | C     | Giuliano Maiorana  |
|    | Inghilterra (bandiera) | C     | Mike Phelan        |
|    | Inghilterra (bandiera) | C     | Bryan Robson       |
|    | Inghilterra (bandiera) | C     | Lee Sharpe         |
|    | Inghilterra (bandiera) | C     | Neil Webb          |
|    | Inghilterra (bandiera) | C     | Paul Wratten       |
|    | Galles (bandiera)      | A     | Mark Hughes        |
|    | Scozia (bandiera)      | A     | Brian McClair      |
|    | Inghilterra (bandiera) | A     | Mark Robins        |
|    | Inghilterra (bandiera) | A     | Danny Wallace      |

## Risultati

### Supercoppa UEFA
| Arbitro: | Mario van der Ende |

|             |           |  |
| McClair 67’ | Marcatori |  |